# 想い出波止場
想い出波止場（おもいではとば）は日本の実験音楽バンドである。派生ユニットとして吉田達也率いるルインズとの合体ユニット「ルインズ波止場」がある。

## 概要・経歴
1987年11月、当時BOREDOMSのギタリストであった山本精一が京都どん底ハウスでのイベント「ボアダムズ祭り」出演のためにソロユニットとして結成。当初は羅針盤のようなオルタナティヴ・フォーク・ロックバンドであった。英国で「モンティ」という名前と「パイソン」という名前はよくあるが、「モンティ・パイソン」という名前は無いというエピソードのパロディとして、演歌のタイトルによくある「想い出〜」と「〜波止場」(両方ともよくあるが、二つ揃ったタイトルはない）を合わせた「想い出波止場」と名付けられる。
1988年2月、イベント「なしくずしの共和国」に出演。ボアダムズの吉川豊人らが参加し、現在の想い出波止場の原型となる。そのライブを見た津山篤（アシッド・マザーズ・テンプル）と柴山伸二（ハレルヤズ、イディオット・オクロック、渚にて）が参加を希望、正式メンバーとなり活動を開始。後にドラムスは柴山から長谷川忠（チルドレン・クーデター、現コラプテッド）にチェンジ。
1990年に最初の単独作品「Surfin' in UFO」(pablic bath)をリリースするほか、多数のコンピレーションアルバムに参加。
さらにJOJO広重のアルケミーレコードから、「大音楽」「ブラック・ハワイ」「水中JOE」三枚のアルバムをリリース。特に『水中JOE』はSTUDIO VOICE誌の「オルタナティブロック100選」で2位に選出されている。
４thアルバム「MANTAKO」はアメリカのPublic Bathからのリリース。ゲストにEYE、進藤ユカが参加している、かなりドリーミーな印象のアルバム。
5thアルバム『金星』のリリース前に長谷川が脱退して以降は、当時まだ京大生だった、大串崇(スクリーミング・ピンチヒッター）がドラムを担当する。山本、津山、大串のトリオ編成は２００４年の「大阪・ラ」まで続くことになる。
1997年には小山田圭吾のトラットリアから『VOUY』をリリース。メンバーは山本、津山、大串である。BOREDOMS、暴力温泉芸者らとともに「デス渋谷系」として認知される。
2004年、7年ぶりに7thアルバム『大阪・ラ』をリリース。メンバーは山本、津山、大串に加え、一楽儀光(ドラム、パーカッション）、高良久美子(ビブラフォーン）が参加している。
想い出波止場名義の全作品のエンジニア・サブプロデューサーを、大阪中津「オメガサウンド」の小谷哲也が務めており、想い出波止場のあの不可思議なサウンドメイキングの大きな部分を、主に音響／音像テクスチャー構築・構成の両面で担っている。ちなみに「オメガサウンド」現在は休業中である。
2009年、難波ベアーズ、渋谷O-WESTで突発的にワンマンライブを実施。山本・津山に加え、サポートに西滝太(syn)、砂十島NANI(dr)らが参加した。

## メンバー
- 山本精一（ギター、ボーカルetc） - BOREDOMS、羅針盤、ROVO、MOST、PARAなど様々なバンドで活動。
- 津山篤（ベースetc） - Acid Mothers Temple、サイケ奉行などでも活動。

## 元メンバー
- 柴山伸二（ドラムス） - 最初期のメンバー。元ハレルヤズ、イディオット・オクロック。現在は渚にてで活動。
- 長谷川忠（ドラムス） - ドゥーム/スラッジコアバンドCorruptedで活動。1995年脱退。
- 大串崇　  (ドラムス)   - 1995年からメンバーとして活動。京都のスクリーミング・ピンチヒッターのドラマー。

## ディスコグラフィー
スタジオアルバム
全てP-VINEからHQCDで再発される。
- 大音楽（1990年、アルケミー。2008年12月再発）
- 水中JOE（1991年、アルケミー。2008年12月再発）
- ブラックハワイ（1992年、アルケミー。2008年12月再発）
- MANTAKO（1994年、米Public Bath。2008年12月再発）
- 金星（1995年、メルダック。2009年1月再発）
- VOUY（1997年、トラットリア/ポリスター。2009年1月再発）
- 大阪・ラ（2004年、DAKO VINYL FANTASIA。2009年1月再発）

その他
- Surfin' in UFO（7インチシングル、1990年、米Public Bath）
- Livers and Giggers: 1987-1993（ライブコラージュアルバム、1994年、Japan Overseas）
- Sugar Clip（VOUYからの先行マキシシングル、1997年、トラットリア/ポリスター）
- OUT MAN（『大阪・ラ』のアウトテイク集、2009年、自主制作CDR）
- Universal Emperors（配信限定、2012年、山本精一 a.k.a. OMOIDE HATOBA 2077名義）